# Paganisme anglo-saxon

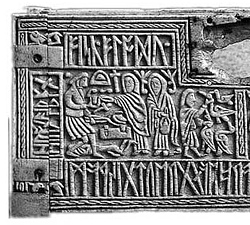
Le panneau avant du coffret d'Auzon présente une scène tirée de la légende de Wayland le forgeron.

Le paganisme anglo-saxon est la religion des Anglo-Saxons avant leur christianisation. Cette variante du paganisme germanique rassemble des croyances et des pratiques hétérogènes, en usage dans l'Angleterre du haut Moyen Âge entre le Ve et le VIIIe siècle.
Il s'agit d'une religion polythéiste fondée sur la croyance en plusieurs divinités, les ése (ós au singulier), dont la plus importante semble avoir été Woden. Elle professe également l'existence de créatures surnaturelles vivant dans la nature : elfes, nixes, dragons, etc. Les pratiques religieuses comprennent le sacrifice d'objets et d'animaux aux dieux, en particulier lors de fêtes fixées tout au long de l'année. Des temples en bois semblent avoir existé, mais le culte se pratique peut-être également en plein air, autour d'arbres ou de mégalithes. La conception de la vie après la mort est mal attestée, mais les rites funéraires en subissent vraisemblablement l'influence : les morts sont enterrés ou incinérés avec une série d'objets. La magie et la sorcellerie font également partie de ce système de croyances, avec des pratiques que l'on pourrait considérer comme relevant du chamanisme.
Trois types de sources permettent d'étudier le paganisme anglo-saxon : les textes écrits par des Anglo-Saxons chrétiens comme Bède ou Aldhelm, la toponymie et l'archéologie. Il est également possible de procéder à des comparaisons avec les croyances pré-chrétiennes d'autres cultures proches et mieux attestées, notamment la religion nordique ancienne.
Les dieux du panthéon anglo-saxon sont à l'origine des noms des jours de la semaine en anglais. Le peu que l'on sait de cette religion est source d'inspiration pour la littérature, mais aussi pour plusieurs mouvements néopaïens. Le terme de « paganisme », introduit par les écrivains chrétiens pour décrire une religion dont les croyants n'avaient apparemment pas de mot pour la décrire, est considéré comme problématique par certains historiens, qui préfèrent parler de « religion pré-chrétienne » ou « religion traditionnelle ».

## Dénominations

Les peuples d'Angleterre au début du VIIe siècle, à l'arrivée des premiers missionnaires chrétiens dans le Kent.

Le mot « païen » (pagan en anglais) est issu du latin paganus, utilisé par les chrétiens pour désigner les non-chrétiens,. En vieil anglais, le terme employé est hæðen, qui est à l'origine de l'anglais moderne heathen. Ce terme est apparenté au vieux norrois heiðinn et pourrait dériver du gotique haiþno. Les mots paganus et hæðen possèdent des connotations négatives sous la plume des auteurs chrétiens qui les emploient,. En particulier, hæðen est également utilisé pour désigner des criminels, ou plus généralement des individus qui ne suivent pas les préceptes du christianisme. « Païen » est un terme qui renvoie à autrui, un concept défini de manière négative : est païen qui n'est pas chrétien,.
Rien ne permet d'affirmer qu'aucun Anglo-Saxon se soit jamais décrit comme « païen », ni qu'il existait une religion unique, le « paganisme », formant une alternative établie au christianisme. Pour ces populations, les croyances païennes étaient inséparables de la vie quotidienne et formaient plutôt une série de visions du monde variables dans l'espace et dans le temps,, au point qu'il faille peut-être davantage parler de « paganismes anglo-saxons » au pluriel.
Les historiens ont longtemps parlé de « paganisme » pour décrire les croyances religieuses suivies en Angleterre avant la conversion des Anglo-Saxons au christianisme, un usage remis en question par la recherche. En effet, parler de « païens » équivaut à adopter sans recul le point de vue des premiers missionnaires chrétiens, et par là même à ignorer celui-là même de ceux que l'on appelle ainsi. Certains historiens continuent néanmoins à utiliser ce terme comme une étiquette pratique pour désigner tout phénomène religieux qui n'est pas chrétien. Des alternatives ont été proposées, comme « religion traditionnelle » ou « religion pré-chrétienne », mais elles ne sont pas non plus sans leurs problèmes : la première occulte les bouleversements intellectuels qui touchent l'Angleterre entre le Ve et le VIIIe siècles, tandis que « pré-chrétien » n'est pas toujours exact d'un point de vue chronologique,.

## Sources

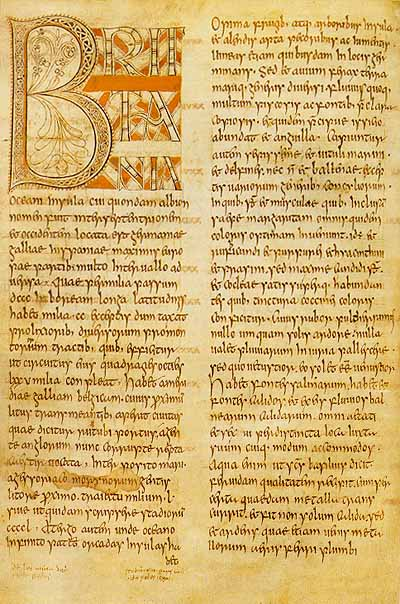
La première page d'un manuscrit de lHistoire ecclésiastique du peuple anglais de Bède le Vénérable.

La société anglo-saxonne n'est pas alphabétisée avant l'arrivée des missionnaires chrétiens. Il n'existe donc pas de source écrite contemporaine de la pratique active du paganisme anglo-saxon,. Les textes qui en parlent proviennent d'auteurs plus tardifs, comme Bède le Vénérable ou Étienne de Ripon, dont la langue d'écriture n'est pas le vieil anglais, mais le latin,. Leur objectif n'est pas de proposer une description objective et complète des croyances païennes, et les informations qu'ils fournissent sont donc de nature fragmentaire et anecdotique. Les textes des missionnaires anglo-saxons Willibrord et Boniface, qui œuvrent à la conversion de peuples d'Europe continentale au VIIIe siècle, apportent également quelques bribes d'informations, tout comme Tacite, un auteur romain du Ier siècle qui décrit les croyances des ancêtres des Anglo-Saxons. Ces sources écrites ne donnent qu'une image floue du paganisme anglo-saxon et doivent être approchées avec prudence,.
Faute d'une vision panoramique des croyances anglo-saxonnes, comme il en existe pour la mythologie gréco-romaine ou la mythologie nordique, certains chercheurs se sont tournés vers cette dernière pour éclairer la mythologie anglo-saxonne, en raison de leurs origines communes, une démarche qui ne fait pas l'unanimité. En effet, le point de séparation entre les deux croyances est très reculé dans le temps, bien avant l'arrivée des Anglo-Saxons en Grande-Bretagne. En outre, il existe une grande diversité dans les croyances païennes de Scandinavie, ce qui rend d'autant plus douteuse toute extrapolation se fondant dessus.
La toponymie constitue également une source d'informations sur les croyances païennes de l'Angleterre anglo-saxonne. Certains noms de lieux font référence à des divinités, d'autres à des pratiques cultuelles,,,. Ces deux catégories restent bien distinctes en Angleterre, contrairement à ce que l'on observe en Scandinavie,. Ces noms sont principalement concentrés dans le centre et le sud-est de l'Angleterre, alors qu'on n'en trouve quasiment pas en Northumbrie ou en Est-Anglie,,. Cette distribution n'a pas d'explication évidente, mais elle pourrait être liée à la colonisation scandinave de ces régions à l'époque viking ou bien à leur ré-évangélisation ultérieure,,. En 1941, l'historien Frank Stenton identifie une cinquantaine de lieux de culte païens, une liste que la toponymiste Margaret Gelling (en) ramène à quarante-cinq sites en 1961.
Enfin, l'archéologie apporte également une grande quantité de données, mais seulement dans la mesure où la religion a eu un effet sur la culture matérielle. Cela passe donc avant tout par l'étude de sépultures et de bâtiments monumentaux, dont le rôle était sans doute autant politique que religieux. Les croyances païennes des Anglo-Saxons devaient se faire sentir dans chaque aspect de leur vie quotidienne, et il est donc difficile pour les chercheurs de les isoler du reste,. Les trouvailles archéologiques datent principalement de la période où le christianisme supplantait les anciennes croyances, si bien que l'archéologie du paganisme anglo-saxon avance main dans la main avec celle de la christianisation de l'Angleterre.

## Mythologie

### Cosmologie
Il est vraisemblable que chaque communauté anglo-saxonne d'Angleterre ait eu sa propre cosmologie, avec néanmoins un socle commun partagé par la majorité de la population. Le wyrd est un concept équivalent au destin dont la nature païenne est parfois remise en question. Pour Dorothy Whitelock, le wyrd n'apparaît qu'après la christianisation de l'Angleterre, alors que Brian Branston considère qu'il joue un rôle majeur dans les croyances antérieures. La parenté étymologique entre ce terme et le urdr islandais suggère un lien avec les Nornes, les trois sœurs qui gouvernent le destin dans la mythologie nordique.
Certains chercheurs ont proposé l'existence d'un Arbre du Monde dans les croyances anglo-saxonnes, en dépit de l'absence de mention indiscutable d'une telle chose,. Certains passages du poème Le Rêve de la Croix pourraient y faire allusion. Sa présence dans la cosmologie anglo-saxonne serait plus crédible s'il s'agissait d'une croyance remontant aux Indo-Européens, ce qui n'est pas certain. Clive Tolley estime qu'un Arbre du Monde anglo-saxon, si tant est qu'il ait existé, n'aurait sans doute rien de comparable avec Yggdrasil, l'Arbre du Monde de la mythologie nordique.

### Divinités
Le paganisme anglo-saxon est un système polythéiste dans lequel existent de nombreuses divinités,,. Néanmoins, comme la plupart des auteurs chrétiens ne s'intéressent guère aux dieux païens, ils sont rarement mentionnés dans leurs écrits. En vieil anglais, les dieux sont appelés ēs and ōs, des termes qui se retrouvent peut-être dans les toponymes Easole (« la crête du dieu » ?) dans le Kent et Eisey (« l'île du dieu » ?) dans le Wiltshire,.

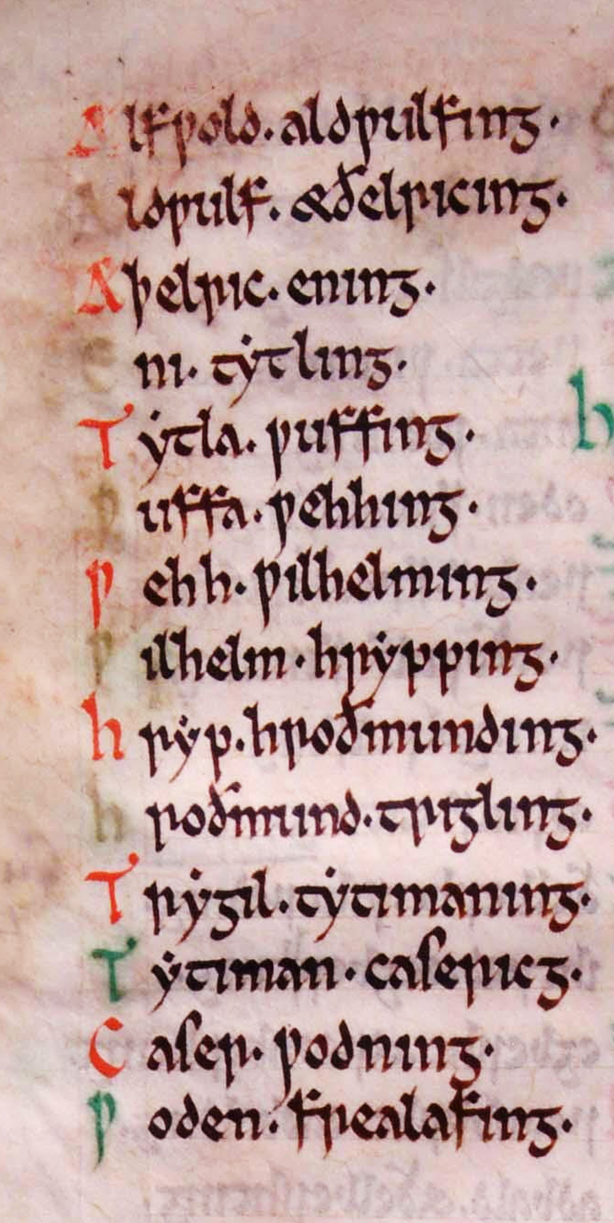
L'ascendance du roi Ælfwald d'Est-Anglie est retracée jusqu'à Woden Frealafing.

La divinité la mieux attestée est Woden, couramment identifié à l'Óðinn de la mythologie nordique et au Wodan de la mythologie germanique continentale,. Son nom figure, sous la forme Wodnes- ou Wednes, comme premier élément d'un certain nombre de toponymes : Woodnesborough (« le tertre de Woden ») dans le Kent, Wansdyke (« la digue de Woden ») dans le Wiltshire ou Wensley (« la clairière ou le bois de Woden ») dans le Derbyshire,,,,. Woden apparaît également comme l'ancêtre légendaire des lignées royales du Kent, d'Est-Anglie, de Mercie et du Wessex, ce qui trahit peut-être un processus d'évhémérisme postérieur à la christianisation,,,. Il est aussi un guérisseur fabuleux dans le Charme des neuf herbes, tout comme son équivalent continental Wodan dans les Formules magiques de Mersebourg,,. Dans la mesure où Óðinn est également connu sous le nom de Grímnir, il est possible que Woden ait aussi été appelé Grim, un élément qui figure dans d'autres toponymes, comme Grimspound dans le Devon ou Grime's Graves (en) dans le Norfolk,,,,. Néanmoins, cette identification n'est pas certaine, et la fréquence élevée des noms en Grim- (deux fois plus nombreux que ceux en Wodnes ou Wednes-) incite à la prudence,.
Après Woden, la divinité la plus représentée est Thunor, l'équivalent du Thor de la mythologie nordique. Le marteau et la svastika, symbolisant la foudre, sont peut-être ses emblèmes. On les trouve fréquemment dans les tombes anglo-saxonnes, en particulier sur les urnes crématoires. Comme Woden, son nom figure dans de nombreux toponymes, comme Thunderfield (« le champ de Thunor ») dans le Surrey ou Thunores hlæw (« le mont de Thunor ») dans le Kent,. Il est souvent associé au mot lēah qui désigne un bois ou une clairière, comme dans Thunderley et Thundersley, dans l'Essex,.
Une troisième divinité est Tiw, l'équivalent du Týr de la mythologie nordique. Il pourrait s'agir d'une divinité guerrière, bien que dans le poème runique anglo-saxon, la rune tir (ᛏ) soit associée à l'étoile polaire plutôt qu'à un dieu. Lorsque cette rune apparaît sur des armes ou des urnes crématoires, ce pourrait être en référence à Tiw. Son nom est attesté dans des toponymes comme Tuesley (« le bois ou la clairière de Tiw ») dans le Surrey, Tysoe (« la colline de Tiw ») dans le Warwickshire ou Tyesmere (« l'étang de Tiw ») dans le Worcestershire,,,.
D'autres divinités sont attestées de manière moins importante. Frig, qui préside peut-être à l'amour ou aux fêtes, pourrait avoir été la déesse la plus importante du panthéon anglo-saxon. Son nom figure peut-être dans les toponymes Frethern, dans le Gloucestershire, et Freefolk, Frobury et Froyle, dans le Hampshire,,. Un certain Seaxneat occupe la place de Woden en tête de la généalogie des rois d'Essex, et il s'agit peut-être d'une autre divinité, car un texte en vieux saxon mentionne un dieu païen du nom de « Saxnot » que doit renier celui qui aspire au baptême,. Les dieux Ingwine et Geat sont respectivement mentionnés dans le poème runique et dans les écrits du moine Asser. Bède le Vénérable cite encore deux autres déesses : Éostre, fêtée au printemps, et Hretha, dont le nom pourrait signifier « gloire »,.

## Pratiques

### Lieux de culte
Il ne subsiste aucune description contemporaine d'un lieu de culte païen. Dans son Histoire ecclésiastique du peuple anglais, Bède mentionne à trois reprises des temples, mais sans plus de détails : il est probable qu'il n'en ait jamais vu lui-même et qu'il se base sur des sources littéraires antérieures. Son emploi du terme latin fanum plutôt que templum suggère qu'il ne s'agissait pas de lieux couverts. Bien que le pape Grégoire le Grand ait conseillé aux membres de la mission grégorienne de convertir les temples en églises, on ne connaît pas d'exemple d'église qui ait succédé à un lieu de culte païen,.
Plusieurs bâtiments ayant pu être des temples ont été identifiés par l'archéologie, par exemple dans les cimetières anglo-saxons de Lyminge, dans le Kent, et de Bishopstone, dans le Sussex de l'Est. Le plus célèbre est le bâtiment D2 du complexe de Yeavering, dans le Northumberland. On n'y a trouvé aucune trace d'utilisation domestique, ce qui suggère qu'il possédait une fonction spéciale au sein du complexe, et la fosse remplie de crânes de vaches près de la porte Est constituait peut-être un dépôt sacrificiel,. Dans l'ensemble, les traces archéologiques de temples païens sont rares. Pour John Blair, c'est parce que les lieux de culte anglo-saxons ne se composaient pas de bâtiments en dur, mais étaient simplement délimités par des objets (cordes, rondins, etc.) ne laissant pas de trace archéologique. Les temples seraient apparus tardivement, pas avant le VIe siècle, sous l'influence du christianisme. C. J. Arnold propose quant à lui que l'activité religieuse ait en fait eu lieu dans la sphère domestique, et non dans des lieux de culte distincts.
Les éléments toponymiques hearg et wēoh sont généralement considérés comme les indicateurs d'anciens lieux de culte païens. Les lieux en hearg sont systématiquement situés en hauteur. Pour David Wilson, ils étaient utilisés par une tribu donnée à une période donnée de l'année en tant que lieu de congrégation. Cependant, l'archéologue Sarah Semple souligne que l'activité dans ces lieux remonte principalement à la fin de la préhistoire et à la période romaine ; leur usage aux VIe et VIIe siècles est bien moins attesté. D'après elle, l'élément hearg désignait plutôt un lieu que les Anglo-Saxons associaient aux Bretons. Les lieux en wēoh se trouvent quant à eux en majorité à proximité d'anciennes voies de communication, ce qui suggère qu'il s'agissait de petits sanctuaires accessibles aux voyageurs. D'autres éléments sont souvent combinés avec des noms de divinité, comme lēah (« bois », « clairière »), dūn ou hōh (« colline »), qui correspondent peut-être à des lieux jugés appropriés pour la pratique du culte.

### Sacrifices
Les sources chrétiennes déplorent fréquemment la pratique du sacrifice animal par les Anglo-Saxons païens. Dès le VIIe siècle apparaissent des lois visant à punir cette pratique : le Paenitentiale Theodori, inspiré par l'archevêque Théodore de Cantorbéry, prescrit une pénitence pouvant durer jusqu'à dix années pour le sacrifice d'un animal ou la consommation de viande sacrificielle. L'archéologie montre que la viande est une offrande funéraire courante dans la société anglo-saxonne des premiers siècles, avec des carcasses entières déposées dans certaines tombes. Le Martyrologe vieil-anglais indique que le mois de novembre s'appelle blótmónaþ, « le mois du sacrifice », en vieil anglais, parce que c'est à cette période que les Anglo-Saxons païens sacrifiaient leur bétail à leurs dieux. On a retrouvé des restes d'animaux enterrés de manière particulière, qui suggère une sorte de rituel : à Soham, dans le Cambridgeshire, une tête de vache était inhumée avec le museau vers le bas.
Aucune source écrite ne parle de sacrifice humain en Angleterre anglo-saxonne, contrairement à ce que l'on peut trouver ailleurs sur le continent,. Pour Marilyn Dunn, ce silence est significatif, car les auteurs chrétiens n'auraient pas manqué de condamner fermement ce type de pratiques s'ils en avaient eu connaissance. À l'inverse, Hilda Ellis Davidson estime que le sacrifice humain n'était pas étranger aux Anglo-Saxons, même s'ils ne le pratiquaient vraisemblablement que sur des victimes spécifiques (esclaves, criminels, prisonniers de guerre) et dans des périodes difficiles, à l'occasion de famines par exemple. La nécropole de Sutton Hoo a livré une série de sépultures qui pourraient renfermer les corps de victimes sacrificielles,.
En termes d'offrandes votives, plusieurs armes ont été retrouvées au fond de cours d'eau, notamment la Tamise : des lances, des épées, des seaxes et des armatures de boucliers. Néanmoins, aucun dépôt d'armes d'une ampleur comparable à ceux qui existent en Europe continentale n'a été découvert en Angleterre.

### Clergé
On ne sait quasiment rien d'un éventuel clergé païen, qui n'est mentionné qu'à deux reprises dans les textes. Dans son récit de la conversion d'Edwin de Northumbrie, Bède cite le prêtre Coifi, qui abandonne l'ancienne religion et se porte volontaire pour en détruire les lieux de culte lui-même. Certaines tombes sont peut-être celles de prêtres, notamment lorsque le défunt, bien qu'il soit de sexe masculin, porte des habits féminins. Ces personnes pourraient être les équivalents anglo-saxons des Seiðmenn mentionnés dans les sources norroises. Tacite mentionne d'ailleurs un prêtre habillé en femme dans sa Germania. La tombe AX du complexe de Yeavering pourrait également être celle d'un prêtre : le défunt, dont le sexe est indéterminé, y gît avec un crâne de chèvre à ses pieds et un long bâton à ses côtés,.

### Fêtes
Les fêtes religieuses païennes ne sont connues que par l'entremise d'un traité de Bède, De temporum ratione (en), qui décrit plusieurs calendriers, dont celui des Anglo-Saxons. Ce n'est pas une source complètement fiable : les étymologies que propose Bède sont notamment discutables. D'après lui, le calendrier anglo-saxon comprenait douze mois, avec un treizième mois rajouté lorsque l'année lunaire et l'année solaire s'écartaient trop. La principale fête était Modraniht (« la nuit de la Mère »), au solstice d'hiver, qui marquait le début de l'année. Plusieurs mois de l'année étaient marqués par des fêtes : des offrandes de gâteaux en Solmonað (février), une fête du printemps en Eosturmonað (avril), des sacrifices animaux en Blodmonað (novembre). Le mois de Halegmonað (septembre), littéralement « le mois saint », devait également avoir une importance religieuse particulière,.